# Mathilde von Hoppé-von Rigéno
Mathilde von Hoppé-von Rigéno, bei Eisenberg falsch als Mathilde von Hoppe-Regèno (13. Dezember 1843 in Berlin – 2. Juli 1887 ebenda) war eine deutsche Opernsängerin (Sopran).

## Leben
Mathilde von Hoppé-von Rigéno, Tochter des Schauspielers A. von Rigéno, gehörte zu den hervorragendsten und berühmtesten deutschen Soubretten des 19. Jahrhunderts und feierte namentlich zur Zeit, als die Operette am Wilhelmstädtischen Theater in Blüte stand ihre größten Triumphe. Sie war lange Zeit Mitglied des geschätzten Ensembles dieser Bühne. Anfang der 1870er Jahre erreichte sie den Höhepunkt ihrer Beliebtheit.
Von 1870 bis 1871 war sie am Stadttheater Hamburg, 1871 bis 1873 am Stadttheater Nürnberg, 1873 bis 1876 am Stadttheater Danzig, 1876 bis 1877 am Stadttheater Posen, von 1878 bis 1879 am Stadttheater von Trier, und von 1879 bis 1880 am Theater von Tilsit (Ostpreußen) engagiert.
„Schöne Helena“, „Galathee“, „Großherzogin von Gerolstein“ etc. waren gepriesene Leistungen dieser Künstlerin. Die Theaterdirektoren der hervorragendsten deutschen Bühnen stritten sich um ihren Besitz und boten die höchsten Gastspielhonorare. Das Publikum verhätschelte sie nicht minder und jubelte ihr zu, an welcher Bühne sie auch immer erschien.
Als sie fühlte, dass ihr Stern zu erbleichen begann, vollzog sie den Übergang ins ältere Fach und aus der einst hochgefeierten Opernsoubrette wurde bald eine komische Alte. 
Es gelang ihr nicht, in diesem neuen Fach auch nur annähernd ihre früheren Erfolge zu erzielen, weder am Theater von Lodz (1882 bis 1883) noch am Theater von Zürich (1883 bis 1886). Im Gegenteil, sie sank von Stufe zu Stufe und lebte später sogar in den dürftigsten Verhältnissen. Die einst so berühmte Künstlerin starb, von aller Welt vergessen, im Juli 1887 in einem Krankenhaus zu Berlin.
Sie war verheiratet mit dem Schauspieler Ludwig Hoppé.